# 牙齿清洁
牙齿清洁是口腔卫生的一部分，人們會想方設法去除牙齒上的牙菌斑，目的是预防蛀牙（龋齿）、牙龈炎和牙周炎。人们经常通过刷牙来清洁自己的牙齿，口腔衛生師可以通過特殊手段去除人們日常刷牙時无法清潔的牙垢。那些安裝假牙的人可以用假牙清洁剂清潔牙齒。

### 刷牙
用牙刷仔细和频繁地刷牙有助于防止牙菌斑在牙齿上聚集。電動牙刷在减少牙菌斑形成和牙龈炎方面的效果优于传统的手动牙刷。

### 其他方法
除了刷牙，也可以用牙線、牙籤、冲牙器来清潔牙齒。

## 专业洁牙

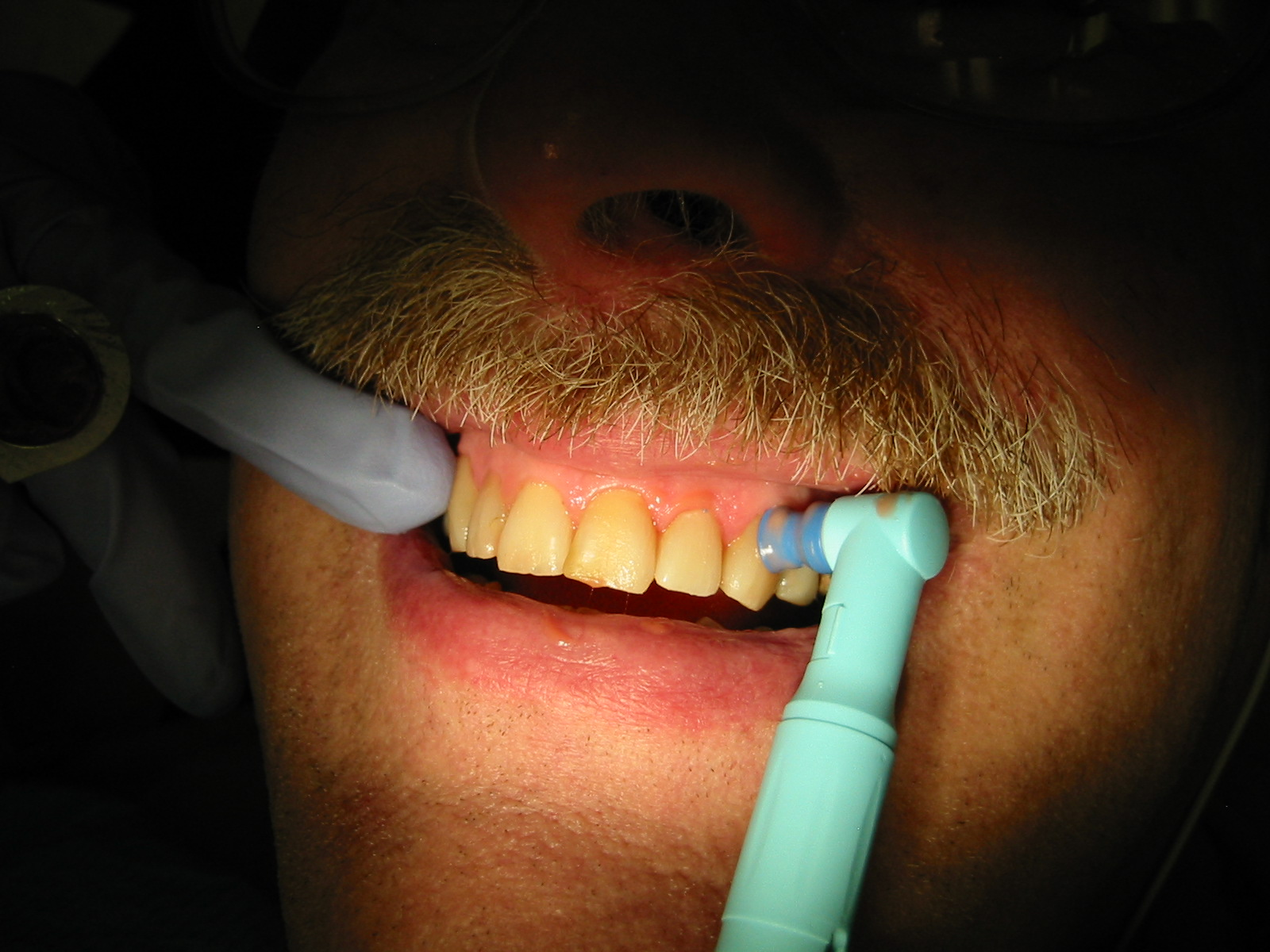
牙医正在洁牙

即使仔细刷牙和使用牙线也可能产生牙垢，尤其是在牙刷难以触及的区域。因此有時人們會求助口腔衛生師專門為自己去除牙垢。如果牙垢堆积过多，口腔衛生師會使用牙結石刮除術及根面整平術、牙齿抛光和清创等手段為患者清潔牙齒。

## 并发症
过度用力或不正确地刷牙或使用牙线可能会导致牙龈受伤、牙龈疼痛、牙釉质受损、牙龈炎和牙龈出血。牙医和口腔衛生師可以指导和演示正确的刷牙方法或使用牙线。
牙齿清洁过程中产生的气溶胶可能会传播疾病。在2020年8月12日，當時恰逢2019冠状病毒病疫情期间，世界卫生组织建议在疫情传播的地区推迟进行常规牙科检查。